# プナホウ・スクール

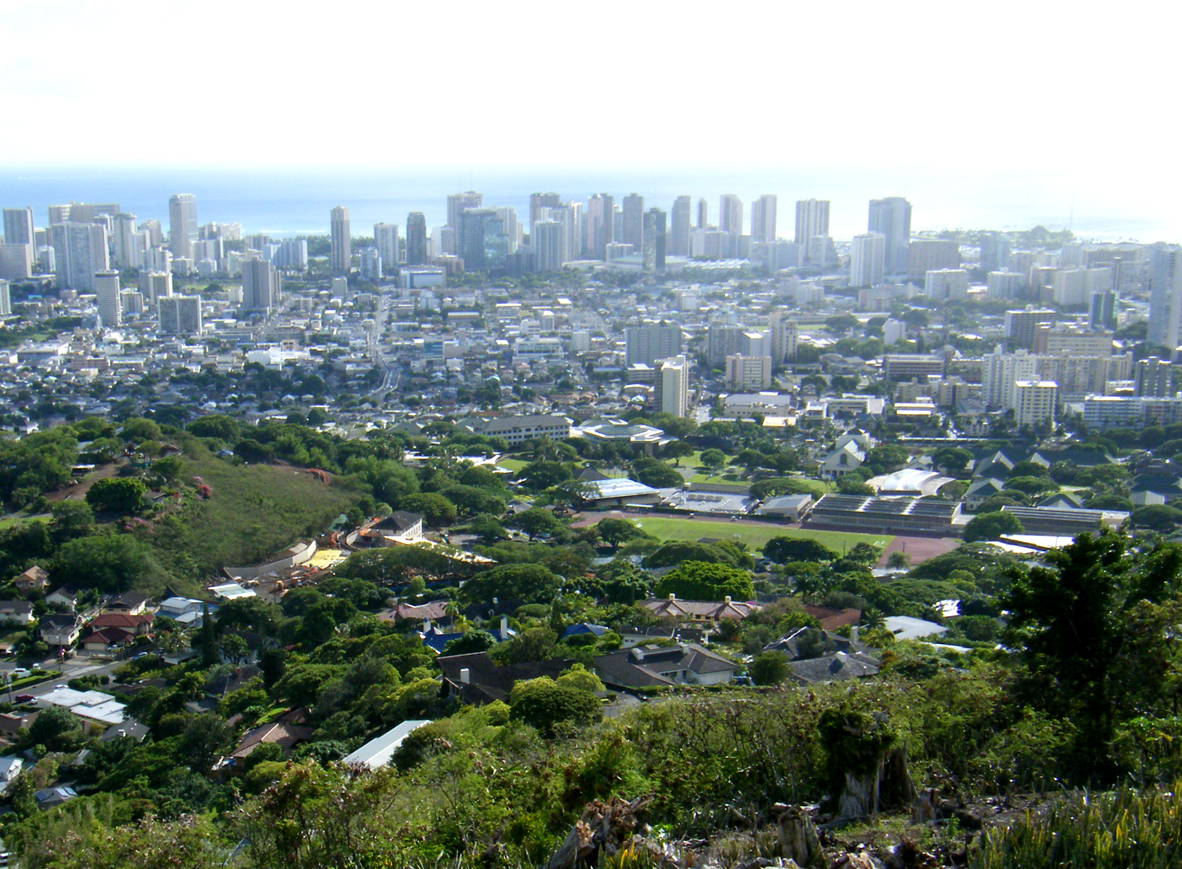
ホノルルのマノアバレーにある緑あふれるプナホウ・スクール・キャンパスの鳥瞰。遠くの背景にワイキキのビル群が見える

プナホウ・スクール（ハワイ語：Kula ʻo Punahou、英語：Punahou School）は、アメリカ合衆国ハワイ州ホノルル市にある私立学校。

## 概要
オアフ島ホノルルの東郊外のマノアバレーにある「カ・プナホウ」（ハワイ語: Ka Punahou、ka=冠詞, puna=泉, hou=フレッシュな）と呼ばれた土地は、近世になってハワイ王国へ1820年に初めてキリスト教を伝えた会衆派のハイラム・ビンガム宣教師夫妻の住居としてカアフマヌ女王から与えられた。
プナホウ・スクールは会衆派系の教育施設として、1841年に設立された。1859年から1934年までは「オアフ・カレッジ（Oahu College）」という名称であった。
このホノルル市内の広大な敷地を持つ校舎で幼稚園から高等学校（第12学年）までの一貫教育を行っている。76エーカー（東京ドーム7個分）の敷地に34の校舎があり、生徒数は3,750人を数え、単独の学校としてはアメリカでも最大の生徒数を持つハワイ州内でも有数の名門校である。生徒と教師の比率は12対1、平均クラスサイズは21人。幼稚園から8年生までのJunior Schoolと9年生から12年生のthe Academyに分かれ、大学進学率はほぼ100％である。
校風は自由で、生徒の個性や自主性を重んじる雰囲気がある。また、課外活動の充実度は特筆すべきで、スポーツプログラムには学校をあげて力を入れており、オリンピックサイズのプール、陸上競技場、野球場、テニスコートなど大学レベルの設備を誇る。もちろん設備だけでなく各競技でトップクラスの人材が集まり、2008年、2009年度にはスポーツ雑誌「Sports Illustrated」で全米38,000高校中、プナホウのスポーツプログラムが第1位に選ばれている。
プナホウは数多くのオリンピック選手を輩出していることでも知られており、過去のオリンピックでは金メダル7、銀メダル7、銅メダル3をプナホウ卒業生が獲得している。

## 著名な出身者
- バラク・オバマ（アメリカ合衆国大統領）
- ディフォレスト・バックナー（NFL選手）

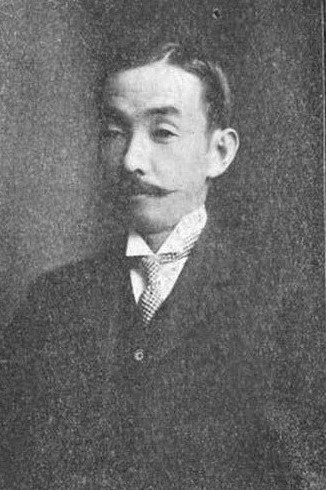
武智直道

- Gerry Lopez（Legend Surfer）
- 孫文（中華民国臨時大総統）
- ハイラム・ビンガム3世（探検家、上院議員）
- ミシェル・ウィー（プロゴルファー）
- キャリー・アン・イナバ（女優）
- スティーヴ・ケース（AOL設立者）
- melody.（元歌手）
- 永麻理 （元フジテレビアナウンサー）
- すみれ （女優、歌手、モデル）
- 武智直道（台湾製糖社長）- オアフカレッジ中退[2]

## 参照項目
- イオラニ・スクール